# Walter Schröder
Walter Schröder (Utecht, 1932. december 29. – 2022. november 10. vagy előtte) olimpiai és Európa-bajnok német evezős.

## Pályafutása
A Ratzeburger RC versenyzője volt. Az 1959-es mâconi Európa-bajnokságon és az 1960-as római olimpián aranyérmes lett a nyolcas versenyszámban társaival.

## Sikerei, díjai
- Olimpiai játékok
  - aranyérmes: 1960, Róma (nyolcas)
- Európa-bajnokság – nyolcas
  - aranyérmes: 1959